# Dvor, Dobrla vas
Dvor (nemško Hof) je naselje v Občini Dobrla vas v Okraju Velikovec na Koroškem v Avstriji.